# Asterix a Olympijské hry
Asterix a Olympijské hry (francouzsky: Asterix aux Jeux Olympiques) je koprodukční hraný film z roku 2008, natočený na námět komiksu z roku 1968.

## Obsazení
| Clovis Cornillac     | Asterix (český dabing : Pavel Trávníček)               |
| Gérard Depardieu     | Obelix (český dabing : Ota Jirák)                      |
| Alain Delon          | Julius Caesar (český dabing : Oldřich Vízner)          |
| Benoît Poelvoorde    | Brutus (český dabing : Josef Carda)                    |
| Stéphene Rousseau    | Lovestorix (český dabing : Martin Sobotka)             |
| Vanessa Hessler      | princezna Irina (český dabing : Andrea Elsnerová)      |
| Jean-Pierre Cassel   | druid Panoramix (český dabing : Otakar Brousek starší) |
| Nathan Jones         | Humungu                                                |
| Michael Schumacher   | Schumix (český dabing : Bohdan Tůma)                   |
| Zinédine Zidane      | Numérodix                                              |
| Franck Dubose        | Trubadix (český dabing : Libor Hruška)                 |
| Dorotheé Jemme       | Bonemine                                               |
| Adriana Sklenaříková | paní Agecanonixova (český dabing : Kateřina Petrová)   |
| Bouli Lanners        | Vemtoďas (český dabing : Svatopluk Schuller)           |
| Michael Herbig       | Pasunmotdeplus                                         |
| Santiago Segura      | Lapiduchus (český dabing : Jaroslav Kaňkovský)         |
| José Garcia          | Tojehnus (český dabing : Aleš Procházka)               |
| Jamel Debbouze       | Neumínis (český dabing : Petr Gelnar)                  |
| Jean-Pierre Castaldi | Cais Bonus                                             |
| Amélie Mauresmová    | Amélix                                                 |
| Alexandre Astier     | Mordicus (český dabing : Martin Stránský)              |
| Jerômé Let Banner    | Claudius Tvrdokožus (český dabing : Jakub Saic)        |
| Francis Lalanne      | Francis Lalanix (český dabing : Ernesto Čekan)         |